# Brunello Spinelli
Brunello Spinelli (Firenze, 26 maggio 1939 – Firenze, 6 febbraio 2018) è stato un pallanuotista italiano, vincitore di una medaglia d'oro all'olimpiade di Roma 1960 con la squadra italiana composta, oltre dallo stesso Spinelli, da Danio Bardi, Giuseppe D'Altrui, Salvatore Gionta, Giancarlo Guerrini, Franco Lavoratori, Gianni Lonzi, Luigi Mannelli, Rosario Parmegiani, Eraldo Pizzo, Dante Rossi e Amedeo Ambron.
In carriera ha giocato con la Rari Nantes Florentia e le Fiamme Oro